# Кандиагаська міська адміністрація
Кандиага́ська міська адміністрація (каз. Қандыағаш қаласы әкімдігі, рос. Кандыагашская городская администрация) — адміністративна одиниця у складі Мугалжарського району Актюбінської області Казахстану. Адміністративний центр та єдиний населений пункт — місто Кандиагаш.
Населення — 34898 осіб (2021; 29169 у 2009, 25553 у 1999, 26691 у 1989).
Станом на 1989 рік існувала Кандиагацька міська рада (місто Кандиагач).